# Коков, Валерий Мухамедович
Вале́рий Мухаме́дович Ко́ков (кабард.-черк. Кlуэкlуэ Мухьэмэд и къуэ Вэлерэ; 18 октября 1941, п. Нижний Баксан, Кабардино-Балкарская АССР, РСФСР, СССР — 29 октября 2005, Москва, Россия) — советский и российский государственный и политический деятель. Первый секретарь Кабардино-Балкарского республиканского комитет КПСС с 21 февраля по 1 сентября 1990 года. Председатель Верховного совета Кабардино-Балкарской АССР с 30 марта 1990 по 17 сентября 1991 года. Президент Кабардино-Балкарской Республики с 9 января 1992 по 16 сентября 2005 года.

## Биография
Родился 18 октября 1941 года в посёлке (ныне город) Нижний Баксан Кабардино-Балкарии, в семье Мухамеда Камботовича Кокова. По национальности кабардинец (черкес). Во время его рождения отец был на фронте. После окончания войны отец Кокова стал партийным работником и дошёл до поста первого секретаря райкома. Вскоре по ложному обвинению он был осуждён на большой срок тюремного заключения, затем освобождён досрочно и восстановлен в партии.

### Образование
В 1959 году окончил Терский сельскохозяйственной техникум (с 1998 г филиал КБГАУ). В 1964 году окончил экономический факультет Кабардино-Балкарского государственного университета. В 1966 году поступил в аспирантуру Всесоюзного НИИ сельского хозяйства, которую окончил в 1970 году. В 1978 году окончил Ростовскую Высшую партийную школу. Кандидат экономических наук.
Был членом КПСС с 1966 до её запрещения в августе 1991 года.

### Трудовая деятельность
В 1964 году начал работать главным агрономом колхоза «Трудовой горец» в селе Кишпек Баксанского района Кабардино-Балкарской АССР.
После окончания аспирантуры с 1970 по 1972 год работал старшим экономистом, начальником отдела труда и заработной платы Министерства сельского хозяйства Кабардино-Балкарской АССР.
С 1972 по 1974 год — директор совхоза «Лескенский» Урванского района Кабардино-Балкарской АССР.

### Политическая деятельность
С 1974 по 1983 год — первый секретарь Урванского райкома Кабардино-Балкарии КПСС.
С 1975 года избирался в Верховный Совет Кабардино-Балкарской АССР.
C 1983 по 1985 год — председатель Государственного комитета Кабардино-Балкарии по производственно-техническому обеспечению сельского хозяйства.
С 1985 по 1988 год — секретарь Кабардино-Балкарского обкома КПСС по сельскому хозяйству, с 1988 по 1990 год — второй секретарь обкома, с 21 февраля по 1 сентября 1990 года — первый секретарь Кабардино-Балкарского обкома КПСС.
В 1990 году был выдвинут кандидатом в народные депутаты РСФСР по Баксанскому N 818 территориальному округу, был единственным кандидатом. 4 марта 1990 года избран в первом туре, набрав 89,7 % голосов. В тот же день был избран депутатом Верховного Совета Кабардино-Балкарской АССР по Цаговскому N 84 избирательному округу. Вошёл в Комиссию ВС КБАССР по законодательству.
30 марта 1990 года был на безальтернативной основе избран председателем Верховного Совета Кабардино-Балкарии.
На Съезде народных депутатов РСФСР входил во фракцию «Суверенитет и равенство». Был членом Конституционной комиссии РСФСР.
С июля 1990 года по август 1991 года входил в ЦК КПСС.
Был инициатором принятия на сессии ВС КБАССР 31 января 1991 года Декларации о государственном суверенитете, согласно которой Кабардино-Балкария отказывалась от статуса автономной республики и провозглашала себя субъектом непосредственно СССР.
С 18 по 20 августа 1991 во время ГКЧП вместе с другими руководителями республики находился в Москве, где встречался с Геннадием Янаевым. 29 августа 1991 подал в отставку. С 29 сентября 1991 по январь 1992 — первый заместитель председателя Совета Министров республики.

С 1992 — президент Кабардино-Балкарской Республики. В этот год ситуация в республике была близка к критической: в разгар грузино-абхазского конфликта в Кабардино-Балкарии активизировалась оппозиция. 24 сентября 1992 года в Нальчике на митинге сторонники оппозиции потребовали отставки президента и правительства КБР. 26 сентября 1992 Коков ввёл в Нальчике режим чрезвычайного положения. 4 октября власти и митингующие достигли компромисса, и митинг был прекращен.
12 января 1997 на безальтернативной основе избран президентом на второй срок, набрав 99 % голосов.
С 12 марта по 17 сентября 2001 — член президиума Государственного совета Российской Федерации.
В январе 2002 избран президентом на третий срок. Его кандидатуру поддержали более 80 % избирателей. Одновременно с января 1996 года по декабрь 2001 — заместитель Председателя Совета Федерации Российской Федерации.
16 сентября 2005 подал в отставку по состоянию здоровья.
29 октября 2005 после болезни скончался в Москве, похоронен на родовом кладбище в селении Дугулубгей Баксанского района Кабардино-Балкарской республики.

## Семья
Жена — Виолетта Таубиевна Кокова.
Дети: сын — Казбек Валерьевич Коков — Глава Кабардино-Балкарской Республики с 2019, дочь — Лариса — врач.

## Награды
- Орден «Знак Почёта»
- Орден Октябрьской Революции
- Орден Трудового Красного Знамени
- Орден Дружбы народов (25 марта 1994) — за большой личный вклад в укрепление российской государственности и стабильности межнациональных отношений в Кабардино-Балкарской Республике[3]
- Благодарность Президента Российской Федерации (12 августа 1996) — за активное участие в организации и проведении выборной кампании Президента Российской Федерации в 1996 году[4]
- Почётная грамота Правительства Российской Федерации (11 октября 2001) — за большой личный вклад в развитие экономики Кабардино-Балкарской Республики и многолетний плодотворный труд[5]
- Орден «За заслуги перед Отечеством» III степени (15 октября 2001) — за большой вклад в укрепление российской государственности, дружбы и сотрудничества между народами[6]
- Орден «Честь и слава» II степени (2003, Абхазия)[7]
- Орден «За заслуги перед Отечеством» II степени (9 мая 2005) — за большой вклад в укрепление российской государственности и многолетнюю добросовестную работу[8]

почетный гражданин:
- Почётный гражданин Нальчика[9]

топонимы:
- В честь Валерия Кокова был переименован сухогрузный теплоход «Волжский-43» ОАО «Донречфлот» (16 декабря 2009)[10]
- Кабардино-Балкарский государственный аграрный университет имени В. М. Кокова (Нальчик)
- ООО «Заюковский молзавод имени В. М. Кокова» (с. Заюково, Баксанский район, Кабардино-Балкария)
- улицы в Волгограде, Грозном, Дыгулубгее (Баксанский район, Кабардино-Балкария)